# Kodnamn
Kodnamn eller täcknamn är ett namn som omtalar ett projekt som antingen ska hållas hemligt, eller som man inte vill ska offentliggöras förrän projektet har nått ett visst stadium. Kodnamn används ofta för militära operationer, inom spionage eller av företag som vill skydda sin kommande produkt eller liknande från att plagieras av affärsrivaler.
Begreppet kryptonym har liknande betydelse, och används om någon eller något som döljer sitt rätta namn.

## Berömda militära kodnamn
- Operation Barbarossa
- Operation Overlord
- Operation Neptune
- Operation Torch
- Operation Weserübung
- Operation Bagration
- Operation Market Garden
- Operation Seelöwe
- Unternehmen Wacht am Rhein
- Operation Desert Storm
- Operation Infinite Justice

## Kodnamn inom mjukvaruindustrin
Inom mjukvaruindistrin använder man sig av kodnamn (även kallat arbetsnamn eller projektnamn) för att namnge produkter som befinner sig under utveckling.
- Apple Computers senaste operativsystem, Mac OS, marknadsförs med de olika versionernas kodnamn som alla är tagna från stora kattdjur: "Cheetah", "Puma", "Jaguar", "Panther", "Tiger", "Leopard" och "Snow Leopard".
- Microsofts operativsystem, versionen Windows Vista, var länge känt under kodnamnet "Longhorn". Windows XP gick under kodnamnet "Whistler", Windows Media Center Edition 2004 och 2005 under namnen "Harmony" respektive "Symphony". Windows 7 gick under kodnamnen "Blackcomb" och "Vienna".
- Microsofts äldre generation operativsystem, "Cairo" var ett femårigt projekt som aldrig verkställdes, "Chicago" var kodnamnet för Windows 93, ett projekt som baserades på Windows 3.1, "Jaguar" var kodnamnet för MS-DOS 7.0 och "Cougar" var kodnamnet för en 32-bitars operativsystemskärna som skulle vara bättre anpassat för att konkurrera med DR-DOS.
- Intels processorer, Pentium II marknadsfördes som "Klamath" respektive "Deschutes".
- De mobila Linuxbaserade operativsystemen Maemo och Android har ett kodnamn för varje version.
- Varje version av Mozillas webbläsare Firefox har ett eget kodnamn.